# Rhotana trimaculata
Rhotana trimaculata är en insektsart som beskrevs av William Lucas Distant 1906. Rhotana trimaculata ingår i släktet Rhotana och familjen Derbidae. Inga underarter finns listade i Catalogue of Life.